# Pinot meunier
Pinot meunier – szczep winorośli o ciemnej skórce, jedna z trzech podstawowych odmian do produkcji szampana, któremu przydaje owocowości. Pinot meunier jest uprawiany przede wszystkim we Francji i Niemczech (Wirtembergia), pod nazwą schwarzriesling.

## Charakterystyka
Odmiana jest mutacją szczepu pinot noir.
Późno wypuszcza pąki, ale dojrzewa wcześnie. Jest bardziej odporny na mróz i łatwiej dojrzewa niż pinot noir i chardonnay. Dzięki temu jest popularny w chłodniejszej dolinie Marny. Za najlepsze lokalizacje uchodzą: Dizy, Hautvillers, Cumières, Leuvrigny i Sainte-Gemme.

## Wino
Im wyższa kategoria szampana (vintage, prestige cuvée), tym pinot meunier jest rzadziej stosowany, bądź w mniejszych ilościach, a na stanowiskach grand cru jest nawet niedozwolony. Owocowość pinot meunier predestynuje go do wykorzystania w niestarzonych szampanach. Winom przydaje owocowo-kwiatowego bukietu.
Pinot meunier służy przeważnie, zwłaszcza we Francji, do produkcji tzw. blanc de noirs – czyli mimo ciemnej skórki jest winifikowany na białe wino. Istnieją jednoodmianowe szampany, produkowane wyłącznie z pinot meunier (np. Le Clos de Jacquesson). W okolicach Tours produkuje się z pinot meunier wina różowe.

## Rozpowszechnienie
W uprawach przoduje Francja – 11 088 ha w 2009 roku (dla porównania w 1958 roku: 5603 ha). Większość upraw znajduje się w Szampanii. Pinot meunier jest uprawiany także w Alzacji (np. apelacja Côtes de Toul, gdzie przerabia się go zarówno na wino czerwone, jak i białe), a także nad Mozelą i w dolinie Loary.
W 2008 w Niemczech było aż 2361 ha obsadzonych schwarzrieslingiem, niemal trzykrotny skok od 1973 roku. Odmiana jest charakterystyczna dla Badenii-Wirtembergii. Przed 2005 rokiem 11% powierzchni winnic, z tendencją wzrostową. W Niemczech schwarzriesling jest często winifikowany w stylu półwytrawnym. 
Niewielkie obszary upraw znajdują się m.in. w Wielkiej Brytanii (65 ha w 2009 roku), Kalifornii, Kanadzie, Australii (106 ha w 2008 roku) i Nowej Zelandii (19 ha w 2009 roku). Z krajów europejskich wymienia się jeszcze Włochy i Hiszpanię (po 7 ha w latach 90. XX wieku).

## Synonimy
Inne nazwy: auvernat gris, blanche feuille, meunier, morillon taconé, gris meunier, müllerrebe, schwarzriesling, dusty miller, goujan, wrotham pinot, plan de brie.